# Sandra Glover
Pour les articles homonymes, voir Glover.
Sandra Glover, née le 30 décembre 1968 à Palestine au Texas, est une athlète américaine, pratiquant le 400 mètres haies.

## Palmarès

### Championnats du monde d'athlétisme
- Championnats du monde d'athlétisme de 2003 à Paris ( France)
  -  Médaille d'argent sur 400 m haies
- Championnats du monde d'athlétisme de 2005 à Helsinki ( Finlande)
  -  Médaille de bronze sur 400 m haies